# Piccolo Nr. 13
Piccolo Nr. 13 er en amerikansk stumfilm fra 1923 af William A. Seiter.

## Medvirkende
- Douglas MacLean som Harry Elrod
- John Steppling som Ellrey Elrod
- Margaret Loomis som Kitty Clyde
- William Courtright som Wilbur Fish
- Emily Gerdes som Angela Fish
- Eugene Burr
- Jean Walsh som Pink